# Things Are Getting Better
Things Are Getting Better — студійний альбом американського джазового саксофоніста Кеннонболла Еддерлі з вібрафоністом Мілтом Джексоном, випущений у 1959 році лейблом Riverside Records.

## Опис
На цьому сеті альт-саксофоніст Кеннонболл Еддерлі грає разом із співзасновником гурту Modern Jazz Quartet Мілтом Джексоном на вібрафоні. Їм акомпанує ансамбль у складі з Вінтоном Келлі на фортепіано, Персі Гітом на контрабасі і Артом Блейкі на ударних.

## Список композицій
1. «Blues Oriental» (Мілт Джексон) — 5:05
2. «Things Are Getting Better» (Джуліан Еддерлі) — 7:16
3. «Serves Me Right» (Бадді Джонсон) — 4:51
4. «Groovin' High» (Діззі Гіллеспі) — 5:24
5. «The Sidewalks of New York» (Чарльз Лоулор, Джеймс Блейк/аранж. Джуліан Еддерлі) — 6:57
6. «Sounds for Sid» (Джуліан Еддерлі) — 6:29
7. «Just One of Those Things» (Коул Портер) — 6:41

## Учасники запису
- Кеннонболл Еддерлі — альт-саксофон
- Мілт Джексон — вібрафон
- Вінтон Келлі — фортепіано
- Персі Гіт — контрабас
- Арт Блейкі — ударні

Технічний персонал
- Оррін Кіпньюз — продюсер, текст
- Джек Хіггінс — інженер
- Гарріс Левайн, Кен Брейрен, Пол Бейкон — дизайн обкладинки
- Чарльз Стюарт — фотографія (лицьова сторона)
- Лоуренс Н. Шустак — фотографія (зворотня сторона)